# فيضانات تشاد 2022
فيضانات تشاد 2022 بدأت في جمهورية تشاد خلال يوليو 2022 واستمرت حتى سبتمبر 2022 بعد هطول الأمطار الغزيرة في البلاد منذ عام 1990. تأثر أو نزح ما يقدر بـ 442 ألف تشادي بسبب الفيضانات بحلول نهاية أغسطس 2022، بما في ذلك أجزاء كبيرة من العاصمة الوطنية نجامينا.

## الأسباب
شهدت تشاد وكذلك البلدان المجاورة عبر وسط وغرب إفريقيا هطول أمطار أعلى من المعتاد خلال شهري يوليو وأغسطس 2022، مما تسبب في فيضانات في العديد من البلدان. وبحسب إدريس عبد الله حسن المسؤول بوزارة الطيران المدني والأرصاد الجوية ووكالة الأرصاد الحكومية «لم تسجل البلاد مثل هذه الكمية من مياه الأمطار منذ عام 1990».

## الأضرار
توفي 22 شخصًا نتيجة الفيضانات بحلول منتصف أغسطس 2022، وفقًا لتقرير صادر عن مكتب الأمم المتحدة لتنسيق الشؤون الإنسانية. نزح ما يقدر بنحو 442.000 شخص بسبب الفيضانات بحلول نهاية أغسطس 2022. وصف المسؤولون في وكالة الأرصاد الحكومية الفيضانات بأنها «كارثية».
دمرت الفيضانات ما يقدر بنحو 2.700 هكتار من المحاصيل والأراضي الزراعية المرغوبة خلال أغسطس 2022.
تضررت أجزاء من مدينة نجامينا بشكل خاص من جراء الفيضانات، حيث لا يمكن الوصول إلى مناطق من العاصمة إلا عن طريق القوارب. بدأت الفيضانات في المنطقة الثامنة في نجامينا في يوليو 2022 وظلت تحت الماء في أوائل سبتمبر 2022. بحسب مسؤولين تشاديين وسكان الحي الثامن غمرت المياه جميع أحياء المنطقة. لجأ السكان إلى أجزاء أخرى من المدينة.